# Moritz Erdmann
Heinrich Edward Moritz Erdmann, född den 15 april 1845 i Arneburg nära Stendal, död den 18 december 1919 i München, var en tysk landskapsmålare.
Erdmann målade motiv från Tyskland, Italien, Holland, Sverige med flera länder. 